# Chlorochrysa nitidissima
Tangará-multicolor ou saí-multicolor (Chlorochrysa nitidissima) é uma espécie de ave da família Thraupidae.
É endémica da Colômbia. Os seus habitats naturais são: regiões subtropicais ou tropicais húmidas de elevada altitude.
Está ameaçada por perda de habitat.